# Route nationale 365
Die Route nationale 365, kurz N 365 oder RN 365, war eine französische Nationalstraße.
Sie verlief in den Jahren von 1933 bis 1973 von Étrœungt nach Le Nouvion-en-Thiérache. Ihre Gesamtlänge betrug 11 Kilometer.
In den 1990ern wurde die Straßennummer erneut für eine Schnellstraße, die den südlichen Bereich von Quimper erschloss, verwendet. Sie hatte dort die Funktion eines Seitenastes der Nationalstraße N165.
Im Jahr 2006 erfolgte die Abstufung zur Département-Straße D365.